# الشبكة الإسلامية الليبرالية (إندونيسيا)
الشبكة الإسلامية الليبرالية هي منتدى فضفاض يهدف لمناقشة ونشر مفهوم الليبرالية الإسلامية في إندونيسيا. أحد أسباب إنشائها هو مواجهة التأثير المتزايد ونشاط التطرف الإسلامي المتطرف في إندونيسيا. الوصف «الرسمي» للشبكة الإسلامية الليبرالية هو: «مجتمع يدرس ويحدث خطابًا عن الرؤية الإسلامية المتسامحة والمنفتحة، ويكون داعمًا لتعزيز الديمقراطية الإندونيسية».
بدأ الأمر من عدة اجتماعات ومناقشات بين المثقفين المسلمين الشباب في معهد الدراسات الإسلامية (معهد الدراسات حول التدفق الحر للمعلومات) في جاكرتا، ثم تم تمديده من خلال المناقشة باستخدام قائمة بريدية. أجرى المؤسسون المناقشة الأولى في 21 فبراير 2001 في تيتر أوتان كايو جاكرتا حول عكار-عكار الليبرالية الإسلامية: بنغالمان تيمور تينغاه (جذور الليبرالية الإسلامية: تجربة الشرق الأوسط)، قدمه باحث تقدمي شاب اسمه لطفي أسيوكاني. وأعقب ذلك الاجتماع مناقشات أخرى، إما في شكل اجتماعات وجهاً لوجه أو من خلال القائمة البريدية.
منذ منتصف عام 2001 تم استخدام الاسم الرسمي الشبكة الإسلامية الليبرالية على موقع الويب الخاص بهم، والذي يعرض أنشطتهم ومقالاتهم ومناقشاتهم ومصادرهم ذات الصلة لنشر الإسلام الليبرالي. يقع مكان اجتماعهم وأمانتهم في تيتر أوتان كايو جاكرتا، وهو مجمع مملوك لجوينوان محمد وهو صحفي وكاتب بارز، ويستخدم في العروض الفنية والمنظمات غير الحكومية. في الوقت الحالي يقود الشبكة المفكر الليبرالي الشاب أوليل أبشر عبد الله، وهو أيضًا مدير المؤتمر الإندونيسي حول الدين والسلام.

## المهام
يستند تفسير الإسلام إلى على المبادئ التالية:
- مفتوح لجميع أشكال الاستكشاف الفكري على جميع أبعاد الإسلام.
- إعطاء الأولوية لأخلاقيات الدين، وليس القراءات النصية الحرفية.
- الاعتقاد بأن الحقيقة نسبية مفتوحة للتفسيرات والتعددية.
- انحياز مع الأقليات المضطهدة.
- الإيمان بحرية ممارسة المعتقدات الدينية.
- فصل العالم والسلطات السماوية والسلطات الدينية والسياسية.

بالنسبة لأنصار الشبكة الإسلامية الليبرالية فإن استخدام الإسلام الليبرالي باسم منتداهم يهدف إلى توضيح وجهة نظرهم. يمثل الإسلام الليبرالي إسلامًا يؤكد على الحرية الفردية وفقًا لمذهب المعتزلة المتمثل في حرية الإنسان وتحرير البنية الاجتماعية والسياسية من السيطرة القمعية وغير الديمقراطية. الصفة «ليبرالية» للنشطاء في الشبكة لها معنيان: «أن تكونوا ليبراليين» و«متحررين». للإسلام دائمًا العديد من التفسيرات المختلفة، لذا فإن الإسلام الليبرالي هو بديل آخر للإسلام وبديل للإسلام الحرفي والأصولية الإسلامية والتطرف الإسلامي وغير ذلك الكثير.

## الأنشطة
منذ نشأتها، قامت الشبكة بالعديد من الأنشطة المنتظمة المتعلقة بالتعليم العام. بمساعدة من وكالات التمويل مثل مؤسسة آسيا، وأصبحت الشبكة قادرة على التعبير عن التطلعات الليبرالية المتسامحة وتفسيرات الإسلام في إندونيسيا. تشمل أنشطة وبرامج الشبكة ما يلي:
- نقابة كتاب الإسلام الليبرالي. هذه هي معظم البرامج الهامة التي تقوم بها الشبكة. يهدف هذا البرنامج إلى جمع كتابات من مؤلفين يدافعون عن التعددية والشمولية ونشرها على وسائل الإعلام المحلية التي تواجه صعوبات في العثور على كتابات وكتاب جيدين حول هذه القضايا. توفر هذه المشاركة مقالات ومقابلات ومصادر محددة كل أسبوع للصحف المحلية.
- برامج حوارية في مكتب الأخبار في راديو 68 إتش بجاكرتا. يتم بث البرنامج الحواري الذي يقابل من يروج للتعددية والفهم الشامل للدين، من خلال 40 محطة إذاعية على شبكة راديو ناملابانها في جميع أنحاء إندونيسيا. هذا البرنامج هو الجهد الأكثر فعالية لنشر الإسلام الليبرالي.
- نشر كتب عن الأفكار الليبرالية في الدين.
- نشر كتيبات أو منشورات تحتوي على مقال قصير أو مقابلة أو ملخص عن كتب عن القضايا المثيرة للجدل في الدين.
- إعلانات الخدمة العامة على التلفزيون والتي تحتوي على رسائل للتسامح الديني والتعايش السلمي بين أتباع الديانات المختلفة والتعددية في الإسلام.
- مناقشة الإسلام. بالتعاون مع مؤسسات أخرى، تنظم الشبكة مناقشات حول الإسلام مع متحدثين بارزين من جميع أنحاء العالم.

تُظهِر العروض الترويجية فكرة الإسلام الليبرالي التي تقام في الجامعات في إندونيسيا بالتعاون مع المنظمات الطلابية. بعض الشخصيات التي تدعم أو تتبع الليبرالية هم أوليل أبشر عبد الله، ونونج دارول محمدا، وبرهان الدين، وحميد باسايب، وتوفيق عدنان أمل، وسيفول مجاني، ولوثفي أسيوكاني.

## وصلات خارجية
- الموقع الرسمي